# NJPW Dominion
NJPW Dominion – cykl corocznych czerwcowych gal profesjonalnego wrestlingu produkowanych przez federację New Japan Pro-Wrestling (NJPW) w Osace w Japonii i nadawanych na żywo w systemie pay-per-view oraz w serwisie NJPW World. Cykl został wprowadzony w 2009. Od 2013 do 2014 były nadawane poza Japonią jako internetowe pay-per-view (iPPV). Od 2015 gale z cyklu są nadawane w serwisie NJPW World.
Gale Dominion są pierwszymi najważniejszymi po organizacji corocznego turnieju Best of the Super Juniors. Podczas gali zazwyczaj odbywa się pojedynek zwycięzcy turnieju z posiadaczem IWGP Junior Heavyweight Championship, o ile mistrz nie zdołał wygrać turnieju. W ostatnich latach gale Dominion są uznawane za najważniejsze tuż za Tokyo Dome Show organizowanym w styczniu. Wszystkie gale (oprócz edycji z 2015 zorganizowanej w lipcu) odbyły się w czerwcu.

## Lista gal
| Gala                                           | Lokalizacja    | Arena                       | Widownia | Walka wieczoru                                                                                                 |
| ---------------------------------------------- | -------------- | --------------------------- | -------- | --- |
| Dominion 6.20 20 czerwca 2009                  | Osaka, Japonia | Osaka Prefectural Gymnasium | 5 800    | Manabu Nakanishi (c) vs. Hiroshi Tanahashi Singles match o IWGP Heavyweight Championship                       |
| Dominion 6.19 19 czerwca 2010                  | Osaka, Japonia | Osaka Prefectural Gymnasium | 5 500    | Togi Makabe (c) vs. Go Shiozaki Singles match o IWGP Heavyweight Championship                                  |
| Dominion 6.18 18 czerwca 2011                  | Osaka, Japonia | Osaka Prefectural Gymnasium | 6 200    | Hiroshi Tanahashi (c) vs. Hirooki Goto Singles match o IWGP Heavyweight Championship                           |
| Dominion 6.16 16 czerwca 2012                  | Osaka, Japonia | Bodymaker Colosseum         | 6 850    | Kazuchika Okada (c) vs. Hiroshi Tanahashi Singles match o IWGP Heavyweight Championship                        |
| Dominion 6.22 22 czerwca 2013                  | Osaka, Japonia | Bodymaker Colosseum         | 7 240    | Kazuchika Okada (c) vs. Togi Makabe Singles match o IWGP Heavyweight Championship                              |
| Dominion 6.21 21 czerwca 2014                  | Osaka, Japonia | Bodymaker Colosseum         | 7 300    | Shinsuke Nakamura (c) vs. Bad Luck Fale Singles match o IWGP Intercontinental Championship                     |
| Dominion 7.5 in Osaka-jo Hall 7 lipca 2015     | Osaka, Japonia | Osaka-jo Hall               | 11 400   | A.J. Styles (c) vs. Kazuchika Okada Singles match o IWGP Heavyweight Championship                              |
| Dominion 6.19 in Osaka-jo Hall 19 czerwca 2016 | Osaka, Japonia | Osaka-jo Hall               | 9 925    | Tetsuya Naito (c) vs. Kazuchika Okada Singles match o IWGP Heavyweight Championship                            |
| Dominion 6.11 in Osaka-jo Hall 11 czerwca 2017 | Osaka, Japonia | Osaka-jo Hall               | 11 756   | Kazuchika Okada (c) vs. Kenny Omega Singles match o IWGP Heavyweight Championship                              |
| Dominion 6.9 in Osaka-jo Hall 9 czerwca 2018   | Osaka, Japonia | Osaka-jo Hall               | 11 832   | Kazuchika Okada (c) vs. Kenny Omega No time limit two out of three falls match o IWGP Heavyweight Championship |

## Wyniki gal

### 6.20
Dominion 6.20 – gala wrestlingu wyprodukowana przez federację New Japan Pro-Wrestling (NJPW). Odbyła się 20 czerwca 2009 w Osaka Prefectural Gymnasium w Osace w Japonii. Emisja była przeprowadzana na żywo w systemie pay-per-view. Była to pierwsza gala w chronologii cyklu NJPW Dominion.
Podczas gali odbyło się dziesięć walk. W walce wieczoru Hiroshi Tanahashi pokonał Manabu Nakanishiego i zdobył IWGP Heavyweight Championship. Ponadto Team 3D (Brother Ray i Brother Devon) obronili IWGP Tag Team Championship wygrywając z członkami grupy Chaos (Giant Bernardem i Karlem Andersonem) w hardcore tag team matchu. Zakończono również rywalizację Tigera Maska z Black Tigerem, gdzie Tiger Mask wygrał Mask vs. Mask match ze swoim rywalem. W gali wzięli udział Go Shiozaki i Takashi Sugiura występujący dla promocji Pro Wrestling Noah.
| Nr                                 | Wyniki | Stypulacje                                                                               | Czas  |
| ---------------------------------- | --- | ---------------------------------------------------------------------------------------- | ----- |
| 1                                  | Legend (Akira i Jushin Thunder Liger) pokonali Kojiego Kanemoto i Nobuo Yoshihashiego                                                           | Tag team match                                                                           | 06:47 |
| 2                                  | Takao Omori i Yutaka Yoshie pokonali Mitsuhide Mirasawę i Super Strong Machine                                                                  | Tag team match                                                                           | 05:26 |
| 3                                  | Apollo 55 (Prince Devitt i Ryusuke Taguchi) pokonali Unione (Milano Collection A.T. i Taichiego)                                                | Tag team match wyłaniający pretendentów do IWGP Junior Heavyweight Tag Team Championship | 13:13 |
| 4                                  | Tiger Mask pokonał Black Tigera | Mask vs. Mask match                                                                      | 04:32 |
| 5                                  | Chaos (Jado, Shinsuke Nakamura, Takashi Iizuka i Tomohiro Ishii) pokonali Hiroyoshiego Tenzana, Tomoakiego Honmę, Wataru Inoue i Yujiego Nagatę | Eight-man tag team match                                                                 | 12:12 |
| 6                                  | Go Shiozaki pokonał Kazuchikę Okadę | Singles match                                                                            | 08:28 |
| 7                                  | Team 3D (Brother Devon i Brother Ray) (c) pokonali Chaos (Giant Bernarda i Karla Andersona)                                                     | Hardcore tag team match o IWGP Tag Team Championship                                     | 18:04 |
| 8                                  | Takashi Sugiura pokonał Hirookiego Goto | Singles match                                                                            | 14:42 |
| 9                                  | Toru Yano pokonał Togiego Makabe | Singles match                                                                            | 14:16 |
| 10                                 | Hiroshi Tanahashi pokonał Manabu Nakanishiego (c)                                                                                               | Singles match o IWGP Heavyweight Championship                                            | 31:18 |
| (c) – mistrz/mistrzyni przed walką | |                                                                                          |       |

### 6.19
Dominion 6.19 – gala wrestlingu wyprodukowana przez federację New Japan Pro-Wrestling (NJPW). Odbyła się 19 czerwca 2010 w Osaka Prefectural Gymnasium w Osace w Japonii. Emisja była przeprowadzana na żywo w systemie pay-per-view. Była to druga gala w chronologii cyklu NJPW Dominion.
Podczas gali odbyło się dziewięć walk. Walką wieczoru było starcie mistrza Togiego Makabe z pretendentem Go Shiozakim o IWGP Heavyweight Championship, gdzie posiadacz tytułu wygrał pojedynek. Oprócz tego Hiroshi Tanahashi zdołał pokonać Toru Yano w Hair vs. Hair matchu, a Prince Devitt zdobył IWGP Junior Heavyweight Championship pokonując Naomichiego Marufujiego. W gali wzięli udział Go Shiozaki, Muhammad Yone i Naomichi Marufuji występujący dla promocji Pro Wrestling Noah.
| Nr                                 | Wyniki | Stypulacje                                                        | Czas  |
| ---------------------------------- | --- | ----------------------------------------------------------------- | ----- |
| 1                                  | Akira, El Samurai i Koji Kanemoto pokonali Ryusuke Taguchiego, Super Strong Machine i Tama Tongę                                                         | Six-man tag team match                                            | 08:48 |
| 2                                  | Chaos (Gedo, Takashi Iizuka i Tomohiro Ishii) pokonali Kushidę, Manabu Nakanishiego i Mitsuhide Hirasawę                                                 | Six-man tag team match                                            | 09:24 |
| 3                                  | Muhammad Yone pokonał Tomoakiego Honmę | Singles match                                                     | 08:58 |
| 4                                  | Shinsuke Nakamura pokonał Daniela Pudera | Singles match                                                     | 04:41 |
| 5                                  | Hirooki Goto pokonał Masato Tanakę | Singles match                                                     | 13:39 |
| 6                                  | Bad Intentions (Giant Bernard i Karl Anderson) pokonali Seigigun (Wataru Inoue i Yujiego Nagatę) (c) oraz No Limit (Tetsuyę Naito i Yujiro Takahashiego) | Three-way elimination tag team match o IWGP Tag Team Championship | 18:24 |
| 7                                  | Prince Devitt pokonał Naomichiego Marufujiego (c) | Singles match o IWGP Junior Heavyweight Championship              | 20:20 |
| 8                                  | Hiroshi Tanahashi pokonał Toru Yano | Hair vs. Hair match                                               | 12:54 |
| 9                                  | Togi Makabe (c) pokonał Go Shiozakiego | Singles match o IWGP Heavyweight Championship                     | 20:40 |
| (c) – mistrz/mistrzyni przed walką | |                                                                   |       |

### 6.18
Dominion 6.18 – gala wrestlingu wyprodukowana przez federację New Japan Pro-Wrestling (NJPW). Odbyła się 18 czerwca 2011 w Osaka Prefectural Gymnasium w Osace w Japonii. Emisja była przeprowadzana na żywo w systemie pay-per-view. Była to trzecia gala w chronologii cyklu NJPW Dominion.
Podczas gali odbyło się dziesięć walk. W walce wieczoru Hiroshi Tanahashi zdołał pokonać Hirookiego Goto i obronić IWGP Heavyweight Championship. Prócz tego Bad Intentions (Giant Bernard i Karl Anderson) reprezentujący NJPW pokonali Takumę Sano i Yoshihiro Takayamę reprezentujących Pro Wrestling Noah, dzięki czemu obronili IWGP Tag Team Championship i zdobyli GHC Tag Team Championship.
| Nr                                 | Wyniki | Stypulacje                                                              | Czas  |
| ---------------------------------- | --- | ----------------------------------------------------------------------- | ----- |
| 1                                  | Koji Kanemoto pokonał Hiromu Takahashiego                                                                                      | Singles match                                                           | 03:04 |
| 2                                  | Chaos (Brian Kendrick, Gedo i Jado) pokonali Jyushina Thunder Ligera, Kushidę i Tiger Maska                                    | Six-man tag team match                                                  | 08:33 |
| 3                                  | Máscara Dorada pokonał Ryusuke Taguchiego (c)                                                                                  | Singles match o CMLL World Welterweight Championship                    | 08:26 |
| 4                                  | Hiroyoshi Tenzan i Seigigun (Wataru Inoue i Yuji Nagata) pokonali Chaos (Masato Tanakę, Takashiego Iizukę i Tomohiro Ishiiego) | Six-man tag team match                                                  | 09:12 |
| 5                                  | Yujiro Takahashi pokonał Tetsuyę Naito                                                                                         | Singles match                                                           | 11:12 |
| 6                                  | Kota Ibushi pokonał Prince'a Devitta (c)                                                                                       | Singles match o IWGP Junior Heavyweight Championship                    | 13:49 |
| 7                                  | Suzuki-gun (Lance Archer i Minoru Suzuki) pokonali Satoshiego Kojimę i Togiego Makabe                                          | Tag team match                                                          | 12:39 |
| 8                                  | MVP (c) pokonał Toru Yano | Singles match o IWGP Intercontinental Championship                      | 10:50 |
| 9                                  | Bad Intentions (Giant Bernard i Karl Anderson) (IWGP) pokonali Takumę Sano i Yoshihiro Takayamę (GHC)                          | Tag team match o GHC Tag Team Championship i IWGP Tag Team Championship | 12:03 |
| 10                                 | Hiroshi Tanahashi (c) pokonał Hirookiego Goto                                                                                  | Singles match o IWGP Heavyweight Championship                           | 25:28 |
| (c) – mistrz/mistrzyni przed walką | |                                                                         |       |

### 6.16
Dominion 6.16 – gala wrestlingu wyprodukowana przez federację New Japan Pro-Wrestling (NJPW). Odbyła się 16 czerwca 2012 w Bodymaker Colosseum w Osace w Japonii. Emisja była przeprowadzana na żywo w systemie pay-per-view. Była to czwarta gala w chronologii cyklu NJPW Dominion.
Na gali zorganizowano dziesięć pojedynków. W walce wieczoru Kazuchika Okada utracił IWGP Heavyweight Championship przegrywając z Hiroshim Tanahashim. Prócz tego Jushin Thunder Liger i Tiger Mask pokonali reprezentantów Suzuki-gun (Taichiego i Takę Michinoku) zdobywając zawieszone IWGP Junior Heavyweight Tag Team Championship.
| Nr                                 | Wyniki | Stypulacje                                                                | Czas  |
| ---------------------------------- | --- | ------------------------------------------------------------------------- | ----- |
| 1                                  | Daisuke Sasaki i Golden☆Lovers (Kenny Omega i Kota Ibushi) pokonali Bushiego, Kushidę i Prince'a Devitta                            | Six-man tag team match                                                    | 10:48 |
| 2                                  | Chaos (Rocky Romero, Tomohiro Ishii i Yoshi-Hashi) pokonali Seigigun (Captain New Japana, Wataru Inoue i Yujiego Nagatę)            | Six-man tag team match                                                    | 09:26 |
| 3                                  | Jyushin Thunder Liger i Tiger Mask pokonali Suzuki-gun (Taichiego i Takę Michinoku)                                                 | Tag team match o zawieszone IWGP Junior Heavyweight Tag Team Championship | 09:20 |
| 4                                  | Black Dynamite (MVP i Shelton Benjamin) pokonali Karla Andersona i Tamę Tonga                                                       | Tag team match                                                            | 10:19 |
| 5                                  | Low Ki (c) pokonał Ryusuke Taguchiego                                                                                               | Singles match o IWGP Junior Heavyweight Championship                      | 12:32 |
| 6                                  | Chaos (Takashi Iizuka i Toru Yano) (c) vs. Tencozy (Hiroyoshi Tenzan i Satoshi Kojima) zakończyło się podwójnym wyliczeniem w ringu | Tag team match o IWGP Tag Team Championship                               | 02:41 |
| 7                                  | Chaos (Takashi Iizuka i Toru Yano) (c) vs. Tencozy (Hiroyoshi Tenzan i Satoshi Kojima) zakończyło się bez rezultatu                 | Tag team match o IWGP Tag Team Championship                               | 12:26 |
| 8                                  | Chaos (Masato Tanaka i Shinsuke Nakamura) pokonali Hirookiego Goto i Tetsuyę Naito                                                  | Tag team match                                                            | 13:28 |
| 9                                  | Togi Makabe pokonał Minoru Suzukiego                                                                                                | Singles match                                                             | 16:21 |
| 10                                 | Hiroshi Tanahashi pokonał Kazuchikę Okadę (c) (z Gedo)                                                                              | Singles match o IWGP Heavyweight Championship                             | 28:06 |
| (c) – mistrz/mistrzyni przed walką | |                                                                           |       |

### 6.22
Dominion 6.22 – gala wrestlingu wyprodukowana przez federację New Japan Pro-Wrestling (NJPW). Odbyła się 22 czerwca 2013 w Bodymaker Colosseum w Osace w Japonii. Emisja była przeprowadzana na żywo w systemie pay-per-view. Była to piąta gala w chronologii cyklu NJPW Dominion.
Podczas gali zorganizowano dziesięć walk, w tym jedną nietransmitowaną w telewizji. W walce wieczoru Kazuchika Okada obronił IWGP Heavyweight Championship wygrywając z Togim Makabe. Prócz tego Prince Devitt stał się kolejnym pretendentem do IWGP Heavyweight Championship poprzez pokonanie Hiroshiego Tanahashiego. Dzięki powrotowi do współpracy NJPW z National Wrestling Alliance (NWA) zorganizowano walkę, w której Rob Conway wygrał z Manabu Nakanishim i obronił NWA World Heavyweight Championship. Podczas gali Tetsuya Naito powrócił do ringu po wielomiesięcznej absencji i wygrał z Yujiro Takahashim.
| Nr                                                                                    | Wyniki | Stypulacje                                                             | Czas  |
| ------------------------------------------------------------------------------------- | --- | ---------------------------------------------------------------------- | ----- |
| 1D                                                                                    | Suzuki-gun (Taichi i Taka Michinoku) pokonali Jyushina Thunder Ligera i Tiger Maska                                                                  | Tag team match                                                         | 07:09 |
| 2                                                                                     | Forever Hooligans (Alex Koslov i Rocky Romero) (c) pokonali Time Splitters (Alexa Shelleya i Kushidę)                                                | Tag team match o IWGP Junior Heavyweight Tag Team Championship         | 13:09 |
| 3                                                                                     | Bullet Club (Bad Luck Fale, Karl Anderson i Tama Tonga) pokonali Captain New Japana, Tomoakiego Honmę i Yujiego Nagatę                               | Six-man tag team match                                                 | 08:19 |
| 4                                                                                     | Tencozy (Hiroyoshi Tenzan i Satoshi Kojima) (c) pokonali Chaos (Takashiego Iizukę i Toru Yano) oraz K.E.S. (Daveya Boy Smitha Jr. i Lance'a Archera) | Three-way tag team match o IWGP Tag Team Championship                  | 11:50 |
| 5                                                                                     | Rob Conway (c) (z Bruce’em Tharpe’em) pokonał Manabu Nakanishiego                                                                                    | Singles match o NWA World Heavyweight Championship                     | 08:32 |
| 6                                                                                     | Suzuki-gun (Minoru Suzuki i Shelton X Benjamin) (z Taichim) pokonali Chaos (Shinsuke Nakamurę i Tomohiro Ishiiego)                                   | Tag team match                                                         | 12:36 |
| 7                                                                                     | Tetsuya Naito pokonał Yujiro Takahashiego (z Ami Kasaiem i Ririsu Ayaką)                                                                             | Singles match                                                          | 15:01 |
| 8                                                                                     | Katsuyori Shibata pokonał Hirookiego Goto | Singles match                                                          | 13:16 |
| 9                                                                                     | Prince Devitt (z Bad Luck Falem, Karlem Andersonem i Tama Tongą) pokonał Hiroshiego Tanahashiego                                                     | Singles match wyłaniający pretendenta do IWGP Heavyweight Championship | 15:33 |
| 10                                                                                    | Kazuchika Okada (c) (z Gedo) pokonał Togiego Makabe                                                                                                  | Singles match o IWGP Heavyweight Championship                          | 25:04 |
| (c) – mistrz/mistrzyni przed walkąD – walka była dark matchem (nietransmitowana w TV) | |                                                                        |       |

### 6.21
Dominion 6.21 – gala wrestlingu wyprodukowana przez federację New Japan Pro-Wrestling (NJPW). Odbyła się 21 czerwca 2014 w Bodymaker Colosseum w Osace w Japonii. Emisja była przeprowadzana na żywo w systemie pay-per-view. Była to szósta gala w chronologii cyklu NJPW Dominion.
Podczas gali odbyło się dziewięć walk. W walce wieczoru Bad Luck Fale reprezentujący grupę Bullet Club pokonał Shinsuke Nakamurę i zdobył IWGP Intercontinental Championship. Prócz tego członkowie Bullet Club (Doc Gallows i Karl Anderson) zdołali obronić IWGP Tag Team Championship w starciu z Ace to King (Hiroshim Tanahashim i Togim Makabe), zaś Time Splitters (Alex Shelley i Kushida) pokonali The Young Bucks (Matta i Nicka Jacksona) o IWGP Junior Heavyweight Tag Team Championship.
| Nr                                 | Wyniki | Stypulacje                                                     | Czas  |
| ---------------------------------- | --- | -------------------------------------------------------------- | ----- |
| 1                                  | Time Splitters (Alex Shelley i Kushida) pokonali The Young Bucks (Matta Jacksona i Nicka Jacksona) (c)                       | Tag team match o IWGP Junior Heavyweight Tag Team Championship | 16:50 |
| 2                                  | Tetsuya Naito pokonał Tamę Tonga                                                                                             | Singles match                                                  | 08:13 |
| 3                                  | Meiyu Tag (Hirooki Goto i Katsuyori Shibata) pokonali Tomoakiego Honmę i Yujiego Nagatę                                      | Tag team match                                                 | 11:20 |
| 4                                  | Tencozy (Hiroyoshi Tenzan i Satoshi Kojima) (c) pokonali K.E.S. (Daveya Boy Smitha Jr. i Lance'a Archera) (z Taką Michinoku) | Tag team match o NWA World Tag Team Championship               | 15:26 |
| 5                                  | Kota Ibushi (c) (z El Desperado) pokonał Ricocheta (z Masaakim Mochizukim)                                                   | Singles match o IWGP Junior Heavyweight Championship           | 13:37 |
| 6                                  | Suzuki-gun (Minoru Suzuki i Takashi Iizuka) (z Taką Michinoku) pokonali Kazushiego Sakurabę i Toru Yano                      | Tag team match                                                 | 15:13 |
| 7                                  | Bullet Club (A.J. Styles i Yujiro Takahashi) pokonali Chaos (Kazuchikę Okadę i Tomohiro Ishiiego) (z Gedo)                   | Tag team match                                                 | 15:53 |
| 8                                  | Bullet Club (Doc Gallows i Karl Anderson) (c) pokonali Ace to King (Hiroshiego Tanahashiego i Togiego Makabe)                | Tag team match o IWGP Tag Team Championship                    | 14:41 |
| 9                                  | Bad Luck Fale (z Tama Tongą) pokonał Shinsuke Nakamurę (c)                                                                   | Singles match o IWGP Intercontinental Championship             | 17:56 |
| (c) – mistrz/mistrzyni przed walką | |                                                                |       |

### 7.5 in Osaka-jo Hall
Dominion 7.5 in Osaka-jo Hall – gala wrestlingu wyprodukowana przez federację New Japan Pro-Wrestling (NJPW). Odbyła się 5 lipca 2015 w Osaka-jo Hall w Osace w Japonii. Emisja była przeprowadzana na żywo za pośrednictwem NJPW World oraz w systemie pay-per-view na kanale SKY PerfecTV!. Była to pierwsza gala NJPW od 21 lat organizowana w Osaka-jo Hall, a także siódma gala w chronologii cyklu NJPW Dominion.
Podczas gali odbyło się dziesięć walk, w tym jedna podczas pre-show. W walce wieczoru Kazuchika Okada odzyskał IWGP Heavyweight Championship pokonując A.J. Stylesa. Oprócz tego Hirooki Goto zdołał wygrać z Shinsuke Nakamurą w starciu o IWGP Intercontinental Championship, zaś Kenny Omega przegrał z Kushidą i stracił IWGP Junior Heavyweight Championship.
| Nr                                                                   | Wyniki | Stypulacje                                                               | Czas  |
| -------------------------------------------------------------------- | --- | ------------------------------------------------------------------------ | ----- |
| 1P                                                                   | Manabu Nakanishi, Máscara Dorada, Ryusuke Taguchi, Sho Tanaka i Yuji Nagata pokonali Hiroyoshiego Tenzana, Jyushina Thunder Ligera, Satoshiego Kojimę, Tiger Maska i Yohei Komatsu | Ten-man tag team match                                                   | 08:16 |
| 2                                                                    | The Young Bucks (Matt Jackson i Nick Jackson) (c) (z Codym Hallem) pokonali reDRagon (Bobby'ego Fisha i Kyle'a O'Reilly'ego) oraz Roppongi Vice (Berettę i Rocky'ego Romero)       | Three-way tag team match o IWGP Junior Heavyweight Tag Team Championship | 14:30 |
| 3                                                                    | Tetsuya Naito i Tomoaki Honma pokonali Bullet Club (Bad Luck Fale'a i Yujiro Takahashiego) (z Shiori)                                                                              | Tag team match                                                           | 08:50 |
| 4                                                                    | Katsuyori Shibata pokonał Kazushiego Sakurabę | Singles match                                                            | 11:48 |
| 5                                                                    | Kushida pokonał Kenny'ego Omegę (c) (z Mattem Jacksonem i Nickiem Jacksonem) | Singles match o IWGP Junior Heavyweight Championship                     | 20:44 |
| 6                                                                    | Togi Makabe (c) pokonał Tomohiro Ishiiego | Singles match o NEVER Openweight Championship                            | 17:50 |
| 7                                                                    | Bullet Club (Doc Gallows i Karl Anderson) (z Amber Gallows) pokonali The Kingdom (Matta Tavena i Michaela Bennetta) (c) (z Marią Kanellis)                                         | Tag team match o IWGP Tag Team Championship                              | 10:09 |
| 8                                                                    | Hiroshi Tanahashi pokonał Toru Yano | Singles match                                                            | 12:32 |
| 9                                                                    | Hirooki Goto (c) pokonał Shinsuke Nakamurę | Singles match o IWGP Intercontinental Championship                       | 22:40 |
| 10                                                                   | Kazuchika Okada (z Gedo) pokonał A.J. Stylesa (c) (z Amber Gallows, Codym Hallem, Docem Gallowsem, Karlem Andersonem, Mattem Jacksonem, Nickem Jacksonem i Tama Tongą)             | Singles match o IWGP Heavyweight Championship                            | 26:16 |
| (c) – mistrz/mistrzyni przed walkąP – walka miała miejsce w pre-show | |                                                                          |       |

### 6.19 in Osaka-jo Hall
Dominion 6.19 in Osaka-jo Hall – gala wrestlingu wyprodukowana przez federację New Japan Pro-Wrestling (NJPW). Odbyła się 19 czerwca 2016 w Osaka-jo Hall w Osace w Japonii. Emisja była przeprowadzana na żywo za pośrednictwem NJPW World. Była to ósma gala w chronologii cyklu NJPW Dominion oraz druga z rzędu produkowana w Osaka-jo Hall.
Podczas gali odbyło się dziesięć walk, w tym jedna podczas pre-show. W walce wieczou Kazuchika Okada pokonał Tetsuyę Naito i po raz czwarty w karierze zdobył IWGP Heavyweight Championship. Ponadto Michael Elgin pokonał Kenny'ego Omegę w pierwszym w historii NJPW ladder matchu i zdobył IWGP Intercontinental Championship, zaś Kushida obronił IWGP Junior Heavyweight Championship w pojedynku ze zwycięzcą Best of the Super Juniors 2016, Willem Ospreayem.
| Nr                                                                   | Wyniki | Stypulacje                                                                          | Czas  |
| -------------------------------------------------------------------- | --- | ----------------------------------------------------------------------------------- | ----- |
| 1P                                                                   | Daisan Sedai Trio (Hiroyoshi Tenzan, Manabu Nakanishi i Satoshi Kojima) pokonali Dojo Boys (Davida Finlaya Jr., Jaya White'a i Juice'a Robinsona)                                     | Six-man tag team match                                                              | 07:53 |
| 2                                                                    | Bullet Club (Bad Luck Fale, Hangman Page i Yujiro Takahashi) pokonali Hunter Club (Captain New Japana i Yoshitatsu) oraz Togiego Makabe                                               | Six-man tag team match                                                              | 07:05 |
| 3                                                                    | Chaos (Tomohiro Ishii i Yoshi-Hashi) pokonali Los Ingobernables de Japon (Bushiego i Sanadę)                                                                                          | Tag team match                                                                      | 07:51 |
| 4                                                                    | Hirooki Goto pokonał Evila | Singles match                                                                       | 09:51 |
| 5                                                                    | The Young Bucks (Matt Jackson i Nick Jackson) pokonali Matta Sydala i Ricocheta (c), reDRagon (Bobby'ego Fisha i Kyle'a O'Reilly'ego) oraz Roppongi Vice (Berettę i Rocky'ego Romero) | Four-way tag team elimination match o IWGP Junior Heavyweight Tag Team Championship | 15:23 |
| 6                                                                    | Kushida (c) pokonał Willa Ospreaya | Singles match o IWGP Junior Heavyweight Championship                                | 14:36 |
| 7                                                                    | The Briscoe Brothers (Jay Briscoe i Mark Briscoe) pokonali Guerrillas of Destiny (Tama Tongę i Tangę Loa) (c)                                                                         | Tag team match o IWGP Tag Team Championship                                         | 14:02 |
| 8                                                                    | Katsuyori Shibata pokonał Yujiego Nagatę (c) (z Hiroyoshim Tenzanem, Manabu Nakanishim i Satoshim Kojimą)                                                                             | Singles match o NEVER Openweight Championship                                       | 14:53 |
| 9                                                                    | Michael Elgin pokonał Kenny'ego Omegę (c) (z Hangman Pagem i Yujiro Takahashim) | Ladder match o IWGP Intercontinental Championship                                   | 33:32 |
| 10                                                                   | Kazuchika Okada pokonał Tetsuyę Naito (c) | Singles match o IWGP Heavyweight Championship                                       | 28:58 |
| (c) – mistrz/mistrzyni przed walkąP – walka miała miejsce w pre-show | |                                                                                     |       |

Tag team elimination match
| Eliminacja | Wrestler                              | Drużyna                               | Wyeliminowany przez                   | Metoda eliminacji                      | Czas                                  |                                       |
| ---------- | ------------------------------------- | ------------------------------------- | ------------------------------------- | -------------------------------------- | ------------------------------------- | ------------------------------------- |
| 1          | Rocky Romero                          | Roppongi Vice                         | Nicka Jacksona                        | Wyrzucony z ringu nad górną liną       | 08:17                                 |                                       |
| 2          | Bobby Fish                            | reDRagon                              | Matt Sydal                            | Wyrzucony z ringu nad górną liną       | 09:26                                 |                                       |
| 3          | Matt Sydal                            | Matt Sydal i Ricochet (c)             | Matta Jacksona                        | Przypięty po otrzymaniu Meltzer Driver | 15:23                                 |                                       |
| Zwycięzcy: | The Young Bucks (Matt i Nick Jackson) | The Young Bucks (Matt i Nick Jackson) | The Young Bucks (Matt i Nick Jackson) | The Young Bucks (Matt i Nick Jackson)  | The Young Bucks (Matt i Nick Jackson) | The Young Bucks (Matt i Nick Jackson) |

### 6.11 in Osaka-jo Hall
Dominion 6.11 in Osaka-jo Hall – gala wrestlingu wyprodukowana przez federację New Japan Pro-Wrestling (NJPW). Odbyła się 11 czerwca 2017 w Osaka-jo Hall w Osace w Japonii. Emisja była przeprowadzana na żywo za pośrednictwem NJPW World. Była to dziewiąta gala w chronologii cyklu NJPW Dominion oraz trzecia z rzędu produkowana w Osaka-jo Hall.
Podczas gali zorganizowano dziesięć walk, w tym jedną podczas pre-show. Trzy z czterech głównych walk było rewanżami ze styczniowej gali Wrestle Kingdom 11. Zwycięzca Best of the Super Juniors 2017 Kushida pokonał Hiromu Takahashiego o IWGP Junior Heavyweight Championship, Tetsuya Naito utracił IWGP Intercontinental Championship w starciu z Hiroshim Tanahashim, zaś w walce wieczoru Kazuchika Okada obronił IWGP Heavyweight Championship pokonując Kenny'ego Omegę po upływie 60-minutowego limitu czasowego.
| Nr                                                                   | Wyniki | Stypulacje                                                     | Czas  |
| -------------------------------------------------------------------- | --- | -------------------------------------------------------------- | ----- |
| 1P                                                                   | David Finlay, Shota Umino i Tomoyuki Oka pokonali Hirai Kawato, Katsuyę Kitamurę i Tetsuhiro Yagiego | Six-man tag team match                                         | 07:37 |
| 2                                                                    | Tiger Mask, Tiger Mask W, Togi Makabe i Yuji Nagata pokonali Hiroyoshi'ego Tenzana, Jyushina Thunder Ligera, Manabu Nakanishiego i Satoshi'ego Kojimę | Eight-man tag team match                                       | 07:01 |
| 3                                                                    | Los Ingobernables de Japon (Bushi, Evil i Sanada) (c) pokonali Bullet Club (Bad Luck Fale'a, Hangman Page'a i Yujiro Takahashiego) (z Pieterem i Shiorim), Chaos (Tomohiro Ishiiego, Toru Yano i Yoshi-Hashiego), Suzuki-gun (Taichiego, Yoshinobu Kanemaru i Zacka Sabre'a Jr.) oraz Taguchi Japan (Juice'a Robinsona, Ricocheta i Ryusuke Taguchiego) | Gauntlet match o NEVER Openweight 6-Man Tag Team Championship  | 18:39 |
| 4                                                                    | The Young Bucks (Matt Jackson i Nick Jackson) pokonali Roppongi Vice (Berettę i Rocky'ego Romero) (c) | Tag team match o IWGP Junior Heavyweight Tag Team Championship | 14:14 |
| 5                                                                    | Guerrillas of Destiny (Tama Tonga i Tanga Loa) pokonali War Machine (Hansona i Raymonda Rowe'a) (c) | Tag team match o IWGP Tag Team Championship                    | 10:43 |
| 6                                                                    | Cody pokonał Michaela Elgina | Singles match                                                  | 11:53 |
| 7                                                                    | Kushida pokonał Hiromu Takahashiego (c) | Singles match o IWGP Junior Heavyweight Championship           | 19:12 |
| 8                                                                    | Minoru Suzuki (c) (z El Desperado, Taką Michinoku, Yoshinobu Kanemaru i Zackiem Sabrem Jr.) pokonał Hirookiego Goto (z Jado, Tomohiro Ishiim, Toru Yano i Yoshi-Hashim) | Lumberjack deathmatch o NEVER Openweight Championship          | 16:00 |
| 9                                                                    | Hiroshi Tanahashi pokonał Tetsuyę Naito (c) | Singles match o IWGP Intercontinental Championship             | 25:56 |
| 10                                                                   | Kazuchika Okada (c) (z Gedo) vs. Kenny Omega (z Mattem Jacksonem i Nickiem Jacksonem) zakończyło się remisem z powodu upływu limitu czasowego | Singles match o IWGP Heavyweight Championship                  | 60:00 |
| (c) – mistrz/mistrzyni przed walkąP – walka miała miejsce w pre-show | |                                                                |       |

Gauntlet match
| Eliminacja | Wrestler                                          | Drużyna                                           | Wyeliminowany przez                               | Metoda eliminacji                                 | Czas                                              |                                                   |
| ---------- | ------------------------------------------------- | ------------------------------------------------- | ------------------------------------------------- | ------------------------------------------------- | ------------------------------------------------- | ------------------------------------------------- |
| 1          | Yujiro Takahashi                                  | Bullet Club                                       | Toru Yano                                         | Przypięty po otrzymaniu 634                       | 06:01                                             |                                                   |
| 2          | Toru Yano                                         | Chaos                                             | Zacka Sabre'a Jr.'a                               | Przypięty po otrzymaniu European Clutch           | 06:44                                             |                                                   |
| 3          | Taichi                                            | Suzuki-gun                                        | Juice'a Robinsona                                 | Przypięty po otrzymaniu Pulp Friction             | 11:37                                             |                                                   |
| 4          | Ryusuke Taguchi                                   | Taguchi Japan                                     | Bushi'ego                                         | Przypięty po otrzymaniu MX                        | 18:39                                             |                                                   |
| Zwycięzcy: | Los Ingobernables de Japon (Bushi, Evil i Sanada) | Los Ingobernables de Japon (Bushi, Evil i Sanada) | Los Ingobernables de Japon (Bushi, Evil i Sanada) | Los Ingobernables de Japon (Bushi, Evil i Sanada) | Los Ingobernables de Japon (Bushi, Evil i Sanada) | Los Ingobernables de Japon (Bushi, Evil i Sanada) |